# Nilobezzia simplicior
Nilobezzia simplicior är en tvåvingeart som beskrevs av Debenham 1974. Nilobezzia simplicior ingår i släktet Nilobezzia och familjen svidknott. Inga underarter finns listade i Catalogue of Life.